# Aleiodes nobilis
Aleiodes nobilis är en stekelart som först beskrevs av Curtis 1834.  Aleiodes nobilis ingår i släktet Aleiodes och familjen bracksteklar. Arten är reproducerande i Sverige. Inga underarter finns listade i Catalogue of Life.